# دیو لیناکس
دیو لیناکس (انگلیسی: Dave Lennox; ۱۵ آوریل ۱۸۵۵ – ۱۵ فوریهٔ ۱۹۴۷) کارآفرین و مخترع اهل ایالات متحده آمریکا بود، که در سال ۱۸۹۵ شرکت لیناکس را تأسیس کرد.